# Карело-Финская ССР во время Великой Отечественной войны

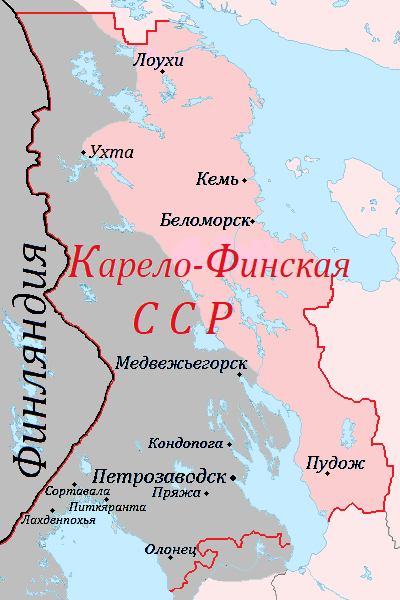
Оккупированные территории
Карело-Финской ССР (1941—1944)

Каре́ло-Фи́нская Сове́тская Социалисти́ческая Респу́блика (КФССР) — союзная республика, существовавшая в составе СССР с 1940 по 1956 год. Она была образована на базе Карельской АССР с присоединением финляндских территорий, отошедших к Советскому Союзу по итогам советско-финской войны 1939—1940 годов.
В годы Великой Отечественной войны КФССР оказалась на передовой линии советско-финского фронта, что привело к оккупации её территории финскими войсками с 1941 по 1944 год.

## Начальный период

### Мобилизация
22 июня 1941 года, с первых часов объявления войны, состоялся Петрозаводский общегородской митинг, на котором жители Петрозаводска в массовом порядке подавали заявления с просьбой направить их на фронт. Хотя согласно Указу Президиума Верховного Совета от 22 июня 1941 года призыву подлежали военнообязанные 1905—1918 года рождения, по докладу военного комиссара Карело-Финской ССР И. М. Макарова, Вооружённые Силы СССР в первый месяц войны получили от КФССР свыше 10 тысяч добровольцев.

### Истребительные батальоны и отряды народного ополчения
Истребительные батальоны стали формироваться согласно принятому постановлению СНК СССР от 24 июня 1941 года «Об охране предприятий и учреждений». По данным на 7 июля 1941 года в КФССР насчитывалось 38 батальонов с численностью личного состава более 4500 человек.
Личный состав батальонов формировался на добровольной основе из граждан, не подлежащих обязательной мобилизации. Батальоны направлялись на передовую, в места прорыва противником линии фронта, а также на уничтожение диверсантов и бандитских формирований в тылу. Командирами батальонов назначались, как правило, сотрудники НКВД или руководители местных партийных органов. Общее руководство истребительными батальонами осуществлялось НКВД КФССР.
5 июля 1941 года Совнарком и ЦК Компартии КФССР приняли постановление «О создании отрядов народного ополчения». К началу августа 1941 года в Карелии действовали три полка, 32 батальона и пять отдельных рот ополчения, в которых состояло свыше 22 тысяч бойцов. Народное ополчение состояло из добровольцев, независимо от возраста. Во главе подразделений ополчения стояли офицеры запаса. Ополченцы несли охрану мостов, дорог и других важных объектов, а в первые месяцы войны были резервом для пополнения войск на фронте.

### Эвакуация
Из республики эвакуировалось в Вологодскую, Архангельскую и Челябинскую области, Башкирскую, Чувашскую, Удмуртскую, Татарскую и Коми автономные республики свыше 170 тысяч жителей КФССР (после войны из них вернулось около 127 тысяч человек). По другим данным, с учётом эвакуированных в не оккупированные районы республики и изменения границ республики во время войны, число эвакуированных достигало 500 000 человек из около 700 000 человек её довоенного населения, есть также данные о 300 635, 385 000 и 420 614 человек.
Было эвакуировано оборудование и имущество более 290 промышленных предприятий, в том числе Онегзавод (в Красноярск), Кондопожский ЦБК, Сегежский ЦБК, петрозаводская слюдяная и лыжная фабрики.
Были переправлены в другие районы СССР более 127 паровозов, более 150 тысяч голов скота.
Государственные и партийные органы республики передислоцировались в Медвежьегорск, затем в Беломорск.
Уже во второй половине 1942 года началось частичное возвращение эвакуированных (реэвакуация) в неоккупированные районы в связи с огромных дефицитом там рабочей силы. Этот процесс получил массовый характер с лета 1944 года.

## Период оккупации (1941—1944)

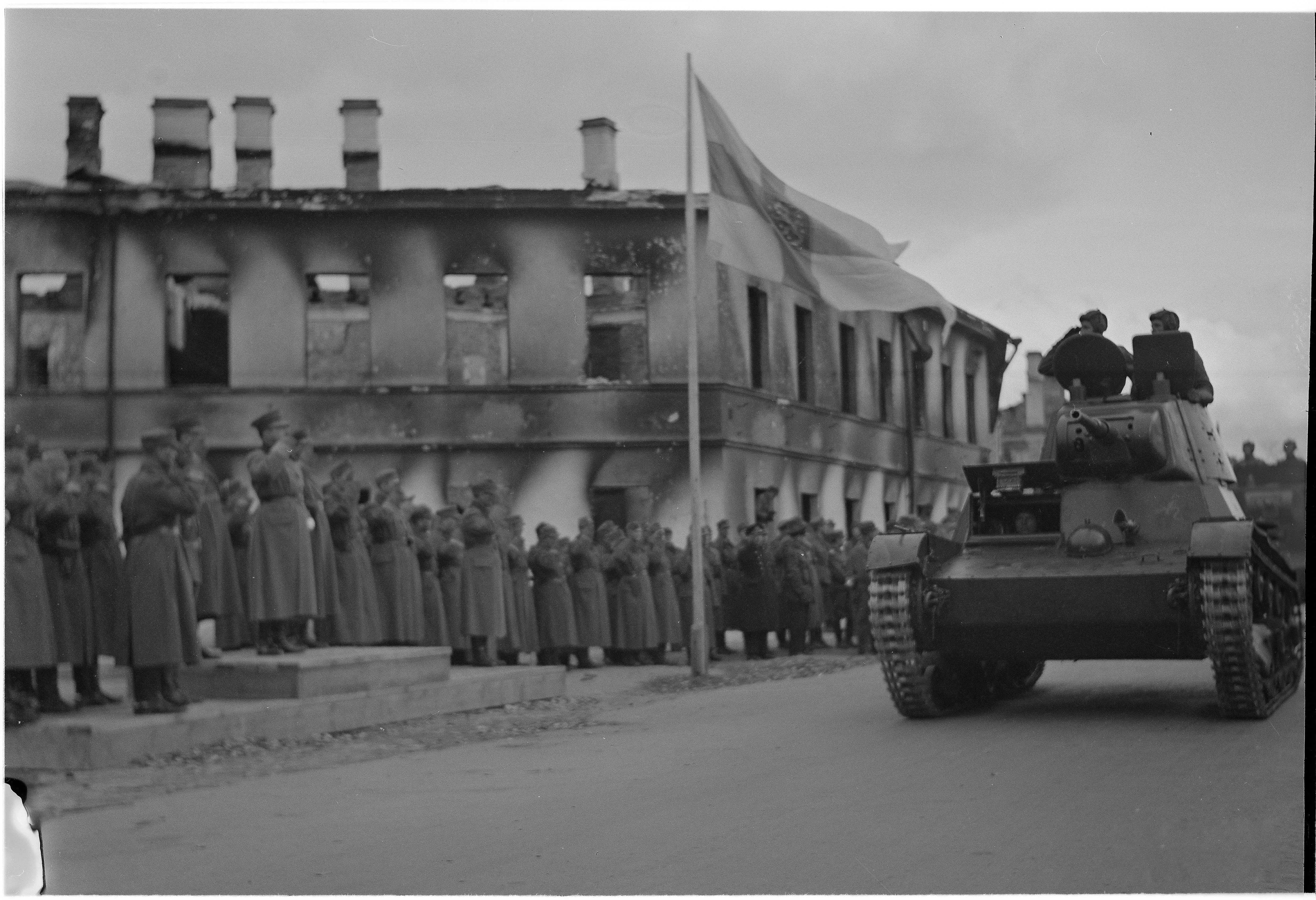
Парад финских войск в Петрозаводске (12 октября 1941)

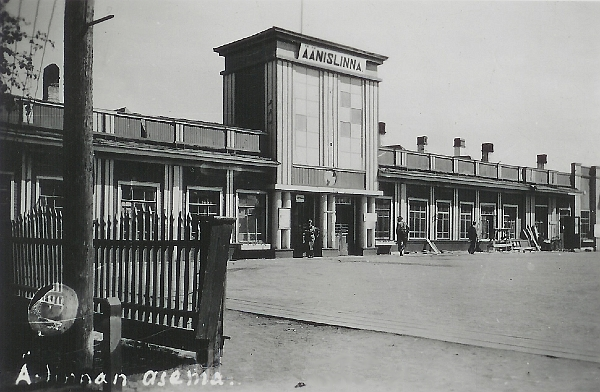
Железнодорожный вокзал Петрозаводска (1942)

15 июля 1941 года маршал Маннергейм отдал приказ об организации Управления оккупированных территорий — Военного управления Восточной Карелии (ВУВК). Начальником Управления был назначен подполковник Вяйнё Котилайнен. Штаб ВУВК находился в оккупированном Петрозаводске, штат управления насчитывал 2917 человек. Территория, подчинённая Управлению, была разделена на округа: Олонецкий, Масельгский и Беломорский.
В выпущенном 15 июля 1941 года обращении начальника ВУВК подполковника В. Котилайнена к гражданам оккупированных территорий КФССР содержались обязательные требования финских военных властей:
- запрет на хранение и пользование оружием и радиоаппаратурой;
- запрет на нахождение на улице с 21 до 6 часов утра;
- запрет на присвоение и порчу оставшегося государственного и колхозного имущества;
- запрет на хранение и распространение политической литературы и распространение необоснованных сведений;
- продолжение исполнения должностных обязанностей гражданским населением;
- предоставление финским военным властям описи личного имущества;
- немедленное сложение оружия советскими военнослужащими, находящимися на подчинённой ВУВК территории и добровольная сдача в плен.

Нарушение требований каралось смертной казнью.
В приказе Военного управления Восточной Карелии (ВУВК) от 21 июля был указан перечень лиц, подлежащих изоляции в концентрационных лагерях. Список включал всех руководителей коммунистической партии, партийных работников, милиционеров, служащих НКВД, политических руководителей предприятий и организаций.

### Положение на оккупированных территориях
С 1941 по 1944 год бо́льшая часть Карело-Финской ССР (Восточная Карелия) была оккупирована. Две трети территории Карелии попали под контроль финских войск. На оккупированной части территории КФССР проживало около 85 тыс. человек, включая перемещённых финскими военными властями жителей оккупированной части Ленинградской области. Финскими военными властями была проведена перепись населения. Около 41,8 тыс. человек составили карелы, финны, вепсы, ингерманландцы.
Одним из ключевых решений, которое было принято в отношении населения Восточной Карелии при её оккупации, было разделение по этническому принципу. К национальному, занимавшему привилегированное положение, населению были отнесены так называемые «родственные народы»: карелы (39,6 % от всего населения), финны (8,5 %), ингерманландцы, вепсы, эстонцы, мордва. В группу «ненационального» населения попали русские (46,7 %), украинцы (1,3 %) и прочие народы. Основанием для определения национальности служила национальность родителей, в число прочих факторов входили родной язык и язык, на котором велось обучение. Принадлежность к той или иной группе влияла на зарплату, распределение продовольствия, свободу передвижения. «Неродственное» население предполагалось выселить на территорию РСФСР, оккупированную Германией, для чего ещё 8 июля 1941 г. главнокомандующий финляндскими войсками Маннергейм отдал приказ о его заключении в концентрационные лагеря. Основанием для заключения являлись такие факторы, как нежелательное присутствие лиц на территории с точки зрения военного управления, политическая неблагонадежность. Отправке в лагеря также подлежали лица, чьё нахождение на свободе было признано нецелесообразным.
Из более чем 64 тыс. советских граждан, прошедших через финские концентрационные лагеря, по финским данным, умерло более 18 тыс.. В финские концлагеря было также помещено около 24 тыс. человек местного населения из числа этнических русских, из которых, по финским данным, около 4 тыс. погибло от голода.

#### Финская разведывательная деятельность

Протокол допроса СМЕРШем агента финской разведки, выпускника финской разведшколы, арестованного в Вологодской области. Рассказ о петрозаводской разведшколе. 1943

Финская разведка в лагерях военнопленных активно осуществляла вербовку агентуры для засылки на территорию СССР через линию фронта. С целью подготовки агентов в 1942 году в Петрозаводске было создано несколько разведшкол.
Срок подготовки агентов в школе (кроме радистов) был от одного до трёх месяцев. Изучались следующие предметы: лыжная подготовка, картография, радиодело, диверсионное дело, агентурная подготовка (вербовка). Агенты перебрасывались в советский тыл группами, в основном, по двое, обычно под видом красноармейцев — на самолётах, гидросамолётах, лодках. 1 600 военнопленных были переданы финской разведкой для использования в разведывательных органах Германии.
Начальником разведывательной школы с июня 1943 по февраль 1944 года был назначен старшина финского концлагеря № 1 для пленных советских офицеров А. В. Владиславлев, бывший командир 2-го батальона 268-го стрелкового полка 186-й стрелковой дивизии РККА. После окончания войны Владиславлев был выдан финскими властями Советскому Союзу и в мае 1945 года расстрелян.

#### Концентрационные лагеря

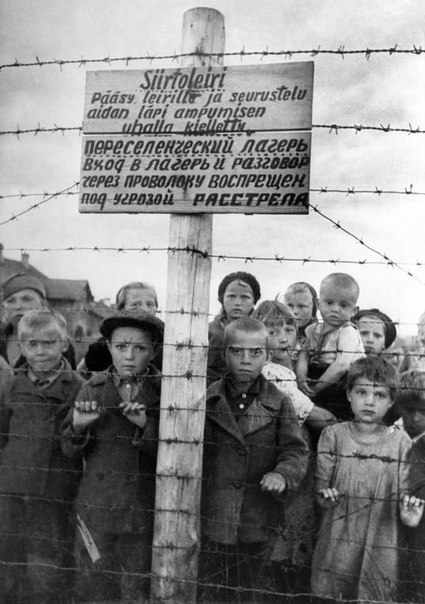
Финский концлагерь в Петрозаводске

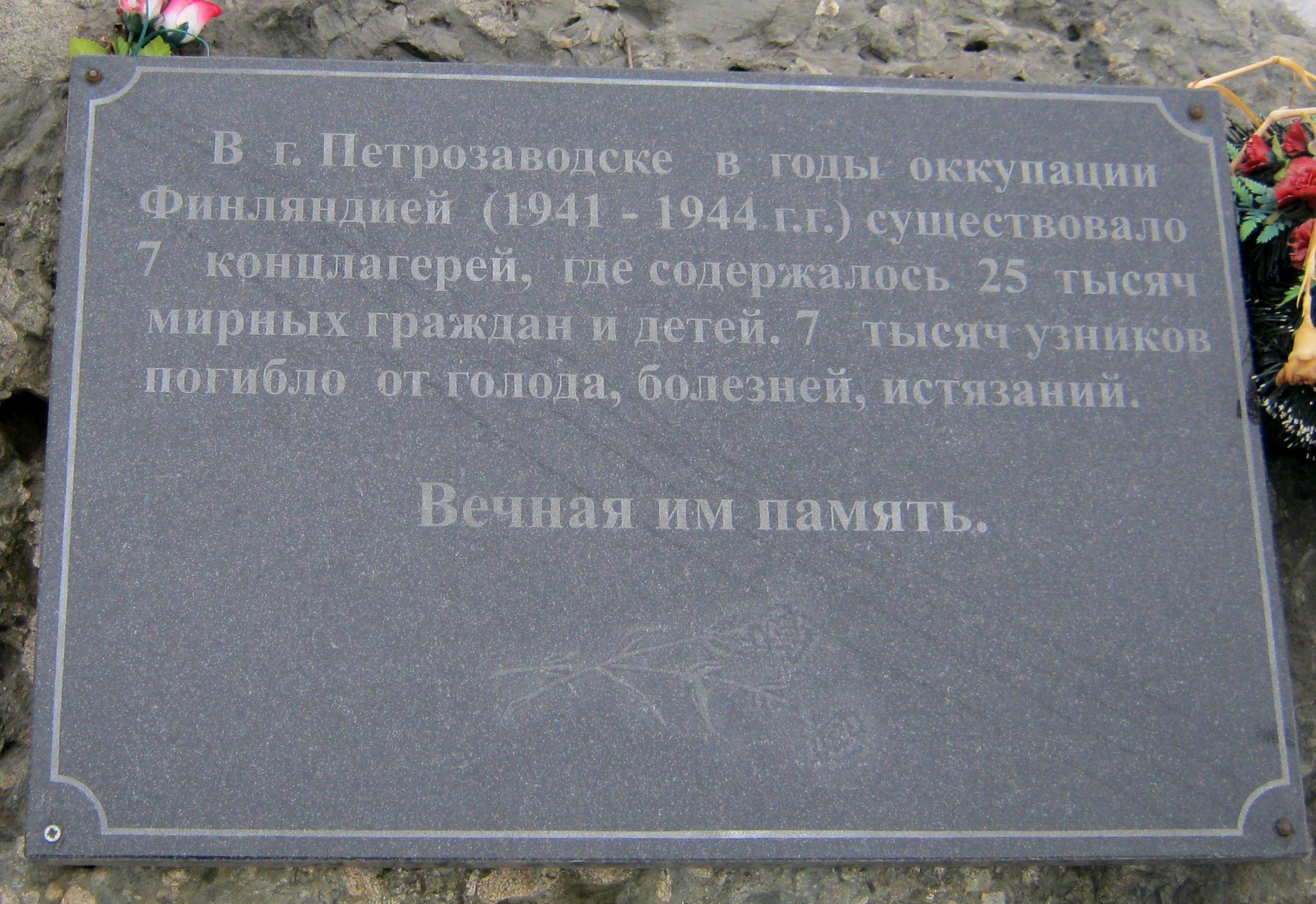
Мемориальная доска в Петрозаводске

Мемориальная доска в Петрозаводске

Целью создания финских концлагерей было предотвращение сотрудничества местного населения с советскими партизанами и эксплуатация заключенных как дешёвой рабочей силы.
На оккупированной территории Карело-Финской ССР в годы войны действовало 14 концлагерей, а также 15 тюрем и исправительных учреждений для принудительного содержания советского гражданского населения. Кроме этого для содержания советских военнопленных было создано более 30-ти лагерей военнопленных.
Первый концентрационный лагерь для советских граждан славянского («неродственного») происхождения, в том числе женщин и детей, был создан 24 октября 1941 года в Петрозаводске.
В концентрационные лагеря направлялось «неродственное» (в основном этническое русское) население. Приказ Маннергейма был выполнен не до конца, что видно из статистики численности населения концентрационных и трудовых лагерей. При общей численности населения оккупированных территорий Карелии, составляющей примерно 86 000 человек, численность заключённых в лагерях для гражданских лиц достигла своего пика (23 984 человека) в апреле 1942 г. и снизилась до 14 917 человек к январю 1944 г. В эту численность также входили примерно 10 000 жителей севера Ленинградской области, переселённые от линии фронта в лагеря, в основном петрозаводские. Таким образом, бо́льшая часть «неродственного» населения Карелии, несмотря на приказ, оставалась на свободе.
Динамика численности заключённых в финских концентрационных лагерях для гражданского населения (чел.):
- 13 400 — 31 декабря 1941 года
- 21 984 — 1 июля 1942 года
- 15 241 — 1 января 1943 года
- 14 917 — 1 января 1944 года

В своём письме домой 17 апреля 1942 года известный финский политический деятель и депутат сейма Вяйне Войонмаа (фин. Väinö Voionmaa) писал:

…из 20-тысячного русского населения Ээнислинна (гражданских лиц) 19 тысяч находятся в концлагерях и тысяча на свободе. Питание тех, кто пребывают в концлагере, не очень-то похвалишь, так как в качестве мяса идут павшие лошади: подбирают лошадиные трупы даже двухнедельной давности. Русские дети тщательно перерывали помойки и отыскивали выброшенные финскими солдатами пищевые отходы. Таким же образом пытаются утолить свой голод и пленные «рюсся». И что сказал бы Красный Крест в Генуе, если бы знал об эдаком!..
Из-за плохого питания в финских концентрационных лагерях уровень смертности был очень высок: в 1942 году он был даже выше, чем в немецких концлагерях (13,7 % против 10,5 %). По финским данным, во всех «переселенческих» лагерях с февраля 1942 по июнь 1944 года умерли от 4000 (из них примерно 90 % в 1942 году) до 4600 человек, или 3409 человек по персональным спискам, в то время как, по свидетельству бывшего заключённого А. П. Коломенского, в обязанности которого входило вывозить и захоранивать трупы умерших из «переселенческого» лагеря № 3, только за восемь месяцев, с мая по декабрь 1942 года, и только в этом лагере погибли 1014 человек.
Заключённые финских концлагерей отрабатывали «трудовую повинность». На принудительные работы направляли с 15-летнего возраста, а в «трудовом» лагере в Кутижме — даже 14-летних подростков, состояние здоровья не учитывалось. Обычно рабочий день начинался в 7 часов и продолжался до 18—19 часов, на лесозаготовках — до 16 часов с часовым (летом) или двухчасовым (зимой) перерывом на обед. Поскольку мужчины были призваны в армию в первые дни войны, большинство «рабочей силы» в лагерях составляли женщины и дети. В 1941—1942 годах работу заключённых лагерей не оплачивали, после поражения немцев под Сталинградом стали платить от трёх до семи финских марок в день, а непосредственно перед заключением перемирия ещё больше — до 20 марок (по свидетельским показаниям А. П. Коломенского).
Особой жестокостью по отношению к заключённым гражданским заключённым отличалась охрана «переселенческого» лагеря № 2 в Петрозаводске, неофициально считавшегося «лагерем смерти» (в этот лагерь направляли «недостаточно лояльных» заключённых), и его комендант, финский офицер Соловаара (фин. Solovaara), осуждения которого как военного преступника после войны безуспешно добивались советские власти. В мае 1942 года он на построении лагеря устроил показательное избиение заключённых, из-за того, что они просили милостыню. За попытки уклониться от лесозаготовок или отказаться от работ финские солдаты подвергали заключённых телесным наказаниям на глазах всех работающих для того, чтобы, как выражались финны, «другие учились».
Из более чем 64 тысяч советских военнослужащих, прошедших через финские концентрационные лагеря для военнопленных, по финским данным, умерло более 18 тыс.. В финские концлагеря для гражданских лиц было помещено около 24 тыс. человек местного гражданского населения — в основном этнических русских, из которых, по финским данным, около 4 тыс. погибло от голода и болезней от 4 до 7 тысяч человек.

#### Подпольное движение
Партийными и советскими органами власти КФССР с первых дней войны в Карелии были организованы подпольные группы и партизанские отряды. Руководил этой работой Карело-Финский штаб партизанского движения (начальник штаба С. Я. Вершинин) при Военном совете Карельского фронта.
Всего на подпольную работу с начала войны и до конца 1943 года были направлены более 120 человек. Сложность при организации деятельности подполья обуславливалась низкой плотностью и малочисленностью местного населения. Кроме этого, большинство населённых пунктов находилось вблизи линии фронта, которая в течение трёх лет оставалась неизменной, в них находились воинские подразделения финской армии и действовал особо строгий оккупационный режим. Поэтому путь заблаговременного создания подпольных групп в тылу противника не принёс успеха, большинство подпольщиков было ликвидировано, часть оказалась в концентрационных лагерях. Наиболее действенным оказался путь создания подготовленных групп в советском тылу и переброски их через линию фронта на оккупированную территорию. Подпольщики сообщали командованию Карельского фронта сведения об изменении дислокации и численности войск противника, воинских перевозках, распространяли среди населения оккупированных районов листовки и республиканские газеты «Ленинское знамя» (на русском языке) и «Totuus (Правда)» (на финском языке), доставленные из тыла.
В период наступления войск Карельского фронта летом 1944 года подпольные организации организовывали из местного населения боевые партизанские группы, устанавливали контроль за дорогами, уничтожали телефонную связь противника.

## Положение на неоккупированных территориях
На территориях, которые удерживались Советским Союзом, продолжали существовать органы власти республики. Столица республики была перенесена в Беломорск, где находились руководящие органы и штаб командования Карельским фронтом.
По неоккупированным территориям Карелии пролегали важнейшие пути сообщения. Так, по вновь построенной железнодорожной ветке Сорокская (Беломорск) — Обозерская, связавшей Кировскую и Северную железные дороги, осуществлялось грузовое сообщение между районами Центральной России и Мурманском, в том числе доставлялись полученные от союзников по ленд-лизу грузы.
Выпуск промышленной продукции на неоккупированных территориях составлял около 10 % от довоенного уровня. Предприятия деревообрабатывающей промышленности освоили производство винтовочных и автоматных лож, стандартных домиков-теплушек, деревянных корпусов мин и других изделий. Выпускался сапёрный инструмент, армейские кухни, котелки, крепления для лыж.
В марте 1942 года были организованы три дивизиона военизированной флотилии Наркомата рыбной промышленности: в Беломорске, в Пудоже и в Териберке. В 1942—1944 годах дивизионами было выловлено 190,2 тыс. тонн рыбы.
Из 1443 колхозов, действовавших до войны, остались 133. Обрабатывалось 13 тыс. гектаров посевных площадей в Беломорском, Пудожском и Лоухском районах. В сельском хозяйстве работали около 3 тыс. человек, в том числе 2,5 тыс. женщин.

## ОсвобождениеКарелии

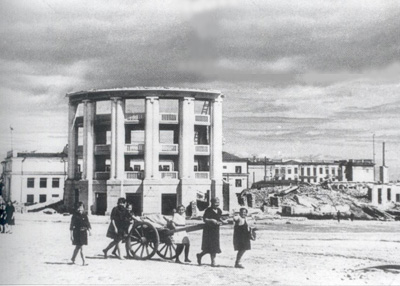
В освобождённом Петрозаводске (1944)

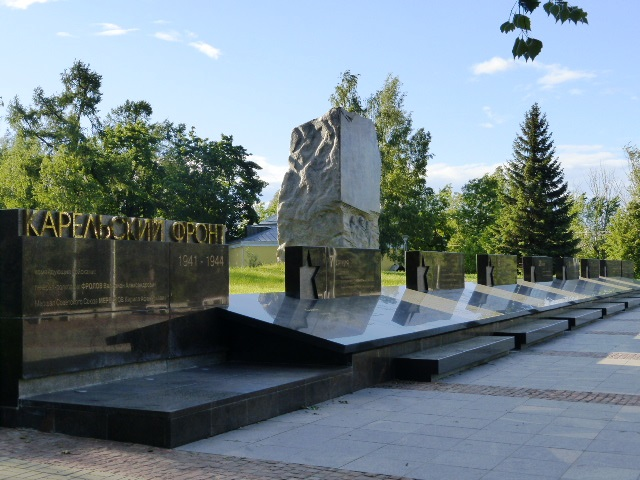
Мемориальный комплекс «Воинам, партизанам и подпольщикам Карельского фронта» в Петрозаводске

21 июня 1944 года войска Карельского фронта начали Свирско-Петрозаводскую наступательную операцию, имея целью разгромить группировку финских войск между Онежским и Ладожским озёрами и освободить южную Карелию. За первые десять дней наступления войска Карельского фронта освободили более 800 населённых пунктов Ленинградской области и Карелии, очистили от финских войск Кировскую железную дорогу и Беломорско-Балтийский канал. Утром 28 июня 1944 года советские войска вошли в освобождённый Петрозаводск. В тот же день в Москве состоялся праздничный салют в честь освобождения Петрозаводска — 24 артиллерийских залпа из 324 орудий.
К 9 августа 1944 года Свирско-Петрозаводская операция была в основном завершена, разгромлены 6 пехотных дивизий и 6 различных бригад противника. Финские войска потеряли свыше 50 тысяч солдат и офицеров, 470 орудий, 165 миномётов, 432 пулемёта, 30 паровозов, свыше 500 вагонов, 50 различных складов с военным имуществом.
В ходе Свирско-Петрозаводской операции 23990 советских воинов были награждены орденами и медалями, 52 — удостоены звания Героя Советского Союза.
Общий ущерб экономике Карело-Финской ССР в период оккупации оценивается в 20 млрд. советских рублей (в довоенных ценах): были полностью разрушены 84 и частично разрушены ещё 409 населённых пунктов, выведены из строя Кировская железная дорога и сооружения Беломоро-Балтийского канала, разрушены 200 промышленных предприятий.

## Последствия оккупации
По данным Чрезвычайной республиканской комиссии, сумма материальных потерь на территории республики составила более 20 млрд рублей. Почти 90 населённых пунктов были разрушены полностью и 409 пострадали в значительной степени, полностью или частично разрушено свыше 3700 жилых домов.
За годы войны и послевоенных территориально-административных изменений численность населения Карело-Финской АССР сократилась более чем втрое и составила на 1 января 1945 года 266 тысяч человек.
Огромной проблемой стало разминирование территории республики. Военным сапёрам для разминирования было выделено свыше 19 000 км² (в районах наиболее длительного пребывания линии фронта), а сформированным на базе Осоавиахима командам так называемых «гражданских минёров» — свыше 41 квадратных километров. Большинство «гражданских минёров» составляли женщины. За 1944 год минерами было обезврежено 9525 противотанковых и 39 265 противопехотных мин противника, 2525 отечественных мин; за 1945 год — 61 506 противотанковых и 359 607 противопехотных мин противника (плюс несколько тысяч отечественных мин). По официальным данным Осоавиахима, среди «гражданских минеров» за сезон 1944 года погибли 34 и ранены 67 человек, среди гражданского населения потери погибли на минах 33 и ранены 49 человек, за 1945 год потери «гражданских минёров» составили 9 погибших и 19 раненых, гражданских лиц — 44 погибших и 70 раненых (до 60 % потерь «гражданских минёров» приходилось на женщин). Сплошное разминирование было завершено к концу 1945 год, а разминирование особо опасных участков (были ограждены и закрыты для посещения, после 1945 года переданы на разминирование военным минёрам) — к 1950 году.

### Преследование обвиняемых в военных преступлениях
После окончания войны руководитель Союзнической контрольной комиссии А. А. Жданов передал 19 октября 1944 года премьер-министру Финляндии У. Кастрену список, в котором значился 61 человек, которых советская сторона требовала задержать за военные преступления.
Из лиц, перечисленных в списке, кроме военных комендантов, 34 человека были на службе в штабе Военного управления Восточной Карелии, в основном в концлагерях, и шесть человек — в лагерях военнопленных. Большинство было допрошено группой инспекторов, сформированной специально для выполнения этой работы. По списку с октября 1944 года по декабрь 1947 года финскими властями было задержано 45 человек, из которых 30 были освобождены за отсутствием вины, 14 наказаны незначительными сроками лишения свободы за конкретные уголовные преступления (вскоре освобождены) и один — штрафом. Остальные так и не были разысканы, судьба их осталась невыясненной, при этом финские власти ссылались на «неясность» списка, а советская сторона не настаивала на его уточнении, хотя имела для этого все возможности.
В частности, бывшие военные коменданты В. А. Котилайнен и А. В. Араюри после войны уехали из Финляндии. Их имена также были в списке, их обвиняли в неравном распределении продуктов (что привело к смерти от голода и болезней многих заключённых концлагерей) и использовании детского труда. После их возвращения в Финляндию в 1948 и 1949 годах с них обоих были сняты обвинения. На основании финских документов оба они обвинялись в нацизме, но в конце 1940-х годов финские юристы сняли с них это обвинение. По мнению доктора права Ханну Рауткаллио, никакого состава преступления в сущности не было: «Правду в отношении к гражданскому населению надо искать между крайностями. Там, конечно, были отклонения, но комиссия Куприянова в своём рапорте объявила преступным почти всё, что делали финны».
Финских военных, обвиняемых в военных преступлениях, и коллаборационистов, оказавшихся в советском плену или задержанных советскими военными властями, судили советские трибуналы. Все они получили значительные сроки и смогли вернуться в Финляндию только после амнистии, объявленной Хрущёвым в 1954 году.